# مینای جاوه‌ای
مینای جاوه‌ای (نام علمی: Acridotheres javanicus) نام یک گونه از تیره ساران و همه‌چیزخوار است.